# 綾岡有真
綾岡 有真（あやおか ゆうしん、弘化3年7月29日（1846年9月19日） - 明治43年（1910年）4月3日）は明治時代に活躍した日本画家である。

## 略歴
綾岡輝松（池田綾岡）の長男。柴田是真の門人。姓は池田、通称は房吉。江戸に生まれる。是真の門に入り丹青の道に携わっており有真の号を受ける。また、父の号を継いで2代目池田綾岡とも号した。花鳥画を徳意とし、先代である父と同様に専ら工芸図案を生業としており、内国勧業博覧会の審査員を務めた。享年65。墓所は父と同じ東京府本所区松阪町の大信寺。

## 作品
- 「日光勝景 霧降滝」 大判錦絵 秋山武右衛門版 1893年 ミネアポリス美術館所蔵
- 「近世書画之張交」 有真は右下に「蟹」を描き、河鍋暁斎は右上に能の「鶴亀」を描く。河鍋暁斎記念美術館所蔵
- 「張交（雷神他）」 有真は右下に「雀」を描き、暁斎は右上に「雷神」を描く。個人所蔵。